# محمد عبد الملك الشواف
الدكتور اللواء محمد عبد الملك طه الشواف الكبيسي هو طبيب عراقي وسياسي،

## حياته
ولد في البصرة عام 1912 وتوفي عام 1992. غادرت عائلته مدينة البصرة بعد دخول الإنجليز عام 1914 ورحلوا إلى بغداد. ترجع أصول عائلته إلى مدينة كبيسة التي غادرتها العائلة قبل عام 1800.
وكان والده هو الشيخ المفتي عبد الملك الشواف الذي ولد في بغداد وعاش فيها ثم عين مفتيا على ولاية البصرة في عهد الدولة العثمانية، ثم عين قاضيا في ولاية بغداد، ولذلك ولد محمد عندما انتقلت عائلته إلى البصرة، ثم رجعت إلى بغداد، فأكمل محمد دراسته الأولية ثم دخل كلية الطب في جامعة أهل البيت وتخرج عام 1934.
حاصل على الدبلوم العالي في اختصاص طب الأنف والأذن والحنجرة من بريطانيا عام 1950، وعمل في مواقع مختلفة مثل مدير الطبابة الجوية عام 1943 وطبيب في مستشفى الرشيد العسكري عام 1945 وآمر مستشفى الرشيد العسكري عام 1957.

## مناصبه السياسية
شغل منصب وزير الصحة في حكومة عبد الكريم قاسم للفترة من 10 شباط 1959 خلفا للدكتور محمد صالح محمود حتى سقوط الحكومة إثر ثورة 8 شباط 1963.
والدكتور محمد عبد الملك الشواف هو شقيق العقيد عبد الوهاب الشواف صاحب ثورة الشواف، رغم ذلك فهو بقي مؤيدا لعبد الكريم قاسم، وابن عمه هو وزير التجارة عبد اللطيف الشواف، وبعد ثورة الشواف قال عبد الكريم قاسم عنهم: «خسرنا شوافا وكسبنا شوافين».